# Route nationale 130
Pour les articles homonymes, voir N130 et Route 130.
La route nationale 130, ou RN 130, était une route nationale française reliant Port-Sainte-Marie à Auch.
À la suite de la réforme de 1972, elle a été déclassée en RD 930.

## Ancien tracé de Port-Sainte-Marie à Auch
- Port-Sainte-Marie (km 0)
- Feugarolles (km 5)
- Lavardac (km 11)
- Nérac (km 18)
- Condom (km 40)
- Valence-sur-Baïse (km 48)
- Ayguetinte (km 55)
- Castéra-Verduzan (km 59)
- La Bâtisse, commune de Jegun (km 64)
- Auch (km 76)